# Autoroute M5 (Grande-Bretagne)
Pour les articles homonymes, voir M5.

Autoroute britannique M5

L'autoroute M5 est une autoroute du Royaume-Uni. Elle commence à Birmingham et relie les villes de Worcester, Cheltenham, Gloucester, Bristol et Taunton. Elle termine à Exeter, à la jonction avec la route A38. Cette autoroute est l'axe principal pour le trafic de l'Angleterre du Sud-Ouest. Elle comporte généralement six voies de circulation, sauf certaines petites sections qui en ont huit, comme c'est le cas à proximité d'Avonmouth.

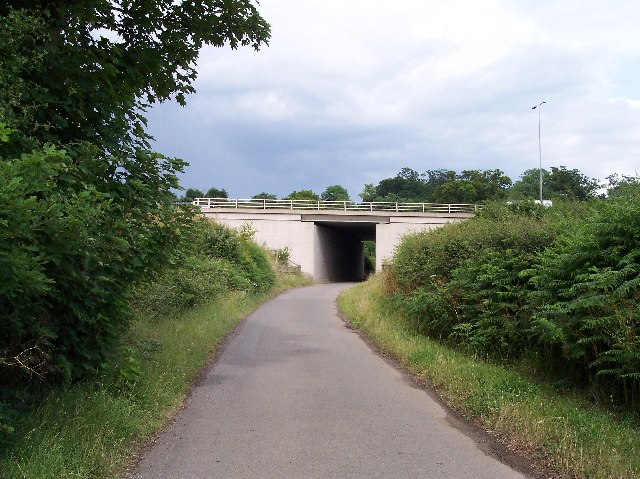
La M5 coïncide avec une voie romaine. Pont sur la route conduisant à la commune de Kempsey.